# 1949 na Alemanha
Esta é uma cronologia dos fatos acontecimentos de ano 1949 na Alemanha.

## Eventos
- 12 de maio: Termina o Bloqueio de Berlim.[1]
- 14 de agosto: As eleições ocorrem para o primeiro Parlamento Alemão.[1]
- 7 de setembro: A República Federal da Alemanha é oficialmente fundada.
- 8 de setembro: Theodor Heuss, do FDP, é eleito presidente da Alemanha Ocidental pela Assembleia Federal.[2]
- 15 de setembro: Konrad Adenauer, da CDU, é eleito chanceler da Alemanha Ocidental.[2]
- 7 de outubro: A República Democrática Alemã é oficialmente criada na parte oriental da Alemanha separada, também conhecida como a Alemanha Oriental. Wilhelm Pieck, do SED, torna-se o presidente da República Democrática Alemã.[2]